# Opistocysta serrata
Opistocysta serrata är en ringmaskart. Opistocysta serrata ingår i släktet Opistocysta och familjen Opistocystidae. Inga underarter finns listade i Catalogue of Life.